# Aphidius adelocarinus
Aphidius adelocarinus är en stekelart som beskrevs av Smith 1944. Aphidius adelocarinus ingår i släktet Aphidius och familjen bracksteklar. Inga underarter finns listade i Catalogue of Life.